# Bobál Gergely
Bobál Gergely (Pásztó, 1995. augusztus 31. –) magyar labdarúgó, jelenleg a másodosztályú Videoton játékosa.

## Pályafutása

### Klubcsapatokban
2012 áprilisában az U17-es csapatok számára rendezett Puskás–Suzuki-kupa döntőjében 4 góllal járult hozzá a Puskás Ferenc Labdarúgó Akadémia elleni 7-0-s győzelemhez. Nem sokkal később  ikertestvérével, Dáviddal próbajátékon vett részt a Manchester City-nél, ahol lehetőséget kaptak arra, hogy 2012 nyarán az első csapat edzőtáborához csatlakozzanak. 2012. május 6-án a Honvéd–Kaposvár-mérkőzésen debütált az élvonalban.
A 2014–15-ös idény tavaszi felét az NB II-es Gyirmótnál töltötte.
2015. július 22-én bejelentették hogy, kölcsönbe a VfL Wolfsburg második együttesébe került. Amennyiben a  kölcsönadási szerződésben szerepelt, hogy ha annak lejárta után is igény tart a Wolfsburg csapata rá, akkor opciós joguk is van a szerződés meghosszabbítására. A német negyedosztályban 29 mérkőzésen 10 gólt szerzett, azonban nem marasztalták, így a szezon végén hazatért.
A 2016-17-es szezont a másodosztályú Zalaegerszegi TE csapatánál töltötte, ahol huszonkilenc bajnokin tizenhárom gólt szerzett. 2018 februárjában a szintén másodosztályú Csákvári TK megvásárolta játékjogát nevelőegyesületétől. 2019-ben visszatért a Zalaegerszeg csapatába majd az együttessel feljutottak az NB I-be. Az élvonalban 29 mérkőzésen 10 gólt szerzett a 2019-2020-as idényben. 2020 nyarán a portugál CD Nacional igazolta le, Bobál négy évre szóló szerződést írt alá a portugál csapattal. Október 24-én, a Pacos Ferreira elleni 1–1-es döntetlen alkalmával mutatkozott be a Nacionalban. A portugál élvonalban két mérkőzésen mindössze hat percet játszott. 2021 nyarán felbontották szerződését a klubnál, Bobál pedig a magyar másodosztályban szereplő Vasasban folytatta pályafutását.
2022 augusztus végétől kölcsönben a Mezőkövesd csapatában folytatta a pályafutását.
2023-tól 2024-ig újra a Budapest Honvéd játékosa volt, majd 2024 nyarán a szintén másodosztályú Ajkához igazolt.

### A válogatottban
Tagja volt a 2014-es U19-es Európa-bajnokságon szereplő magyar válogatottnak.

## Sikerei, díjai
Budapest Honvéd
- NB I
  - bajnok (1): 2016–17[14]

 Vasas
- NB II
  - bajnok (1): 2021–22